# L'Âne pourri (tableau)
Pour les articles homonymes, voir L'Âne pourri.
L'Âne pourri est un tableau réalisé par le peintre espagnol Salvador Dalí en 1928. Cette huile sur Isorel agrémentée de sable et de gravier est une représentation surréaliste de différents animaux fantastiques en bord de mer. Elle est conservée au musée national d'Art moderne, à Paris.